# Kossi
A Kossi é uma província de Burkina Faso localizada na região de Boucle du Mouhoun. Sua capital é a cidade de Nouna.

## Departamentos

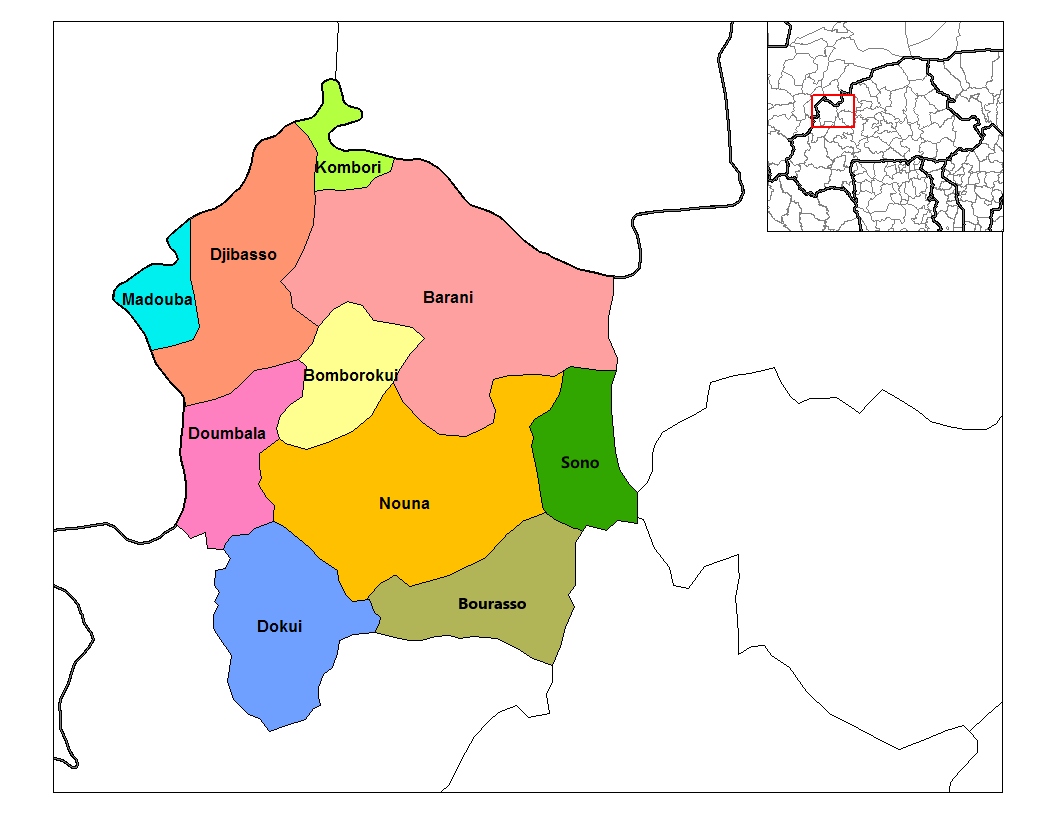
Localização dos diversos departamentos da província da Kossi, Burkina Faso

A província da Kossi está dividida em dez departamentos:
- Barani
- Bomborokuy
- Bourasso
- Djibasso
- Dokuy
- Doumbala
- Kombori
- Madouba
- Nouna
- Sono